# 姜南
姜南，浙江仁和縣人，明朝政治人物。举人出身。

## 生平
正德十四年（1519年）己卯科浙江鄉試舉人。嘉靖年间接替彭澄任福建延平府知府。